# بيير بيتي (كاتب)
بيير بيتي (بالفرنسية: Pierre Petit)‏ هو طبيب وكاتب وشاعر فرنسي، ولد في 1617 في باريس في فرنسا، وتوفي في 12 ديسمبر 1687.